# Беленький, Алексей Мефодиевич
Алексей Мефодиевич Беленький (8 марта 1905, Киев — 15 июня 1986, Москва) — советский шахматный композитор, пианист. Участник личных чемпионатов СССР и конкурсов, где удостоен 40 отличий, в том числе 4 первых приза. Этюды Беленького отличает стремление придать действующим в игре фигурам максимальную динамичность. Во многих этюдах соотношение сил — ладья против двух слонов и коня.

## Задачи
|   | a | b | c | d | e | f | g | h |   |
| - | --- | --- | --- | --- | --- | --- | --- | --- | - |
| 8 | f7 белый король · e5 чёрная пешка · g4 чёрный слон · h3 чёрная пешка · b2 белый конь · d2 чёрный король · a1 белый слон · f1 белый слон | f7 белый король · e5 чёрная пешка · g4 чёрный слон · h3 чёрная пешка · b2 белый конь · d2 чёрный король · a1 белый слон · f1 белый слон | f7 белый король · e5 чёрная пешка · g4 чёрный слон · h3 чёрная пешка · b2 белый конь · d2 чёрный король · a1 белый слон · f1 белый слон | f7 белый король · e5 чёрная пешка · g4 чёрный слон · h3 чёрная пешка · b2 белый конь · d2 чёрный король · a1 белый слон · f1 белый слон | f7 белый король · e5 чёрная пешка · g4 чёрный слон · h3 чёрная пешка · b2 белый конь · d2 чёрный король · a1 белый слон · f1 белый слон | f7 белый король · e5 чёрная пешка · g4 чёрный слон · h3 чёрная пешка · b2 белый конь · d2 чёрный король · a1 белый слон · f1 белый слон | f7 белый король · e5 чёрная пешка · g4 чёрный слон · h3 чёрная пешка · b2 белый конь · d2 чёрный король · a1 белый слон · f1 белый слон | f7 белый король · e5 чёрная пешка · g4 чёрный слон · h3 чёрная пешка · b2 белый конь · d2 чёрный король · a1 белый слон · f1 белый слон | 8 |
| 7 | f7 белый король · e5 чёрная пешка · g4 чёрный слон · h3 чёрная пешка · b2 белый конь · d2 чёрный король · a1 белый слон · f1 белый слон | f7 белый король · e5 чёрная пешка · g4 чёрный слон · h3 чёрная пешка · b2 белый конь · d2 чёрный король · a1 белый слон · f1 белый слон | f7 белый король · e5 чёрная пешка · g4 чёрный слон · h3 чёрная пешка · b2 белый конь · d2 чёрный король · a1 белый слон · f1 белый слон | f7 белый король · e5 чёрная пешка · g4 чёрный слон · h3 чёрная пешка · b2 белый конь · d2 чёрный король · a1 белый слон · f1 белый слон | f7 белый король · e5 чёрная пешка · g4 чёрный слон · h3 чёрная пешка · b2 белый конь · d2 чёрный король · a1 белый слон · f1 белый слон | f7 белый король · e5 чёрная пешка · g4 чёрный слон · h3 чёрная пешка · b2 белый конь · d2 чёрный король · a1 белый слон · f1 белый слон | f7 белый король · e5 чёрная пешка · g4 чёрный слон · h3 чёрная пешка · b2 белый конь · d2 чёрный король · a1 белый слон · f1 белый слон | f7 белый король · e5 чёрная пешка · g4 чёрный слон · h3 чёрная пешка · b2 белый конь · d2 чёрный король · a1 белый слон · f1 белый слон | 7 |
| 6 | f7 белый король · e5 чёрная пешка · g4 чёрный слон · h3 чёрная пешка · b2 белый конь · d2 чёрный король · a1 белый слон · f1 белый слон | f7 белый король · e5 чёрная пешка · g4 чёрный слон · h3 чёрная пешка · b2 белый конь · d2 чёрный король · a1 белый слон · f1 белый слон | f7 белый король · e5 чёрная пешка · g4 чёрный слон · h3 чёрная пешка · b2 белый конь · d2 чёрный король · a1 белый слон · f1 белый слон | f7 белый король · e5 чёрная пешка · g4 чёрный слон · h3 чёрная пешка · b2 белый конь · d2 чёрный король · a1 белый слон · f1 белый слон | f7 белый король · e5 чёрная пешка · g4 чёрный слон · h3 чёрная пешка · b2 белый конь · d2 чёрный король · a1 белый слон · f1 белый слон | f7 белый король · e5 чёрная пешка · g4 чёрный слон · h3 чёрная пешка · b2 белый конь · d2 чёрный король · a1 белый слон · f1 белый слон | f7 белый король · e5 чёрная пешка · g4 чёрный слон · h3 чёрная пешка · b2 белый конь · d2 чёрный король · a1 белый слон · f1 белый слон | f7 белый король · e5 чёрная пешка · g4 чёрный слон · h3 чёрная пешка · b2 белый конь · d2 чёрный король · a1 белый слон · f1 белый слон | 6 |
| 5 | f7 белый король · e5 чёрная пешка · g4 чёрный слон · h3 чёрная пешка · b2 белый конь · d2 чёрный король · a1 белый слон · f1 белый слон | f7 белый король · e5 чёрная пешка · g4 чёрный слон · h3 чёрная пешка · b2 белый конь · d2 чёрный король · a1 белый слон · f1 белый слон | f7 белый король · e5 чёрная пешка · g4 чёрный слон · h3 чёрная пешка · b2 белый конь · d2 чёрный король · a1 белый слон · f1 белый слон | f7 белый король · e5 чёрная пешка · g4 чёрный слон · h3 чёрная пешка · b2 белый конь · d2 чёрный король · a1 белый слон · f1 белый слон | f7 белый король · e5 чёрная пешка · g4 чёрный слон · h3 чёрная пешка · b2 белый конь · d2 чёрный король · a1 белый слон · f1 белый слон | f7 белый король · e5 чёрная пешка · g4 чёрный слон · h3 чёрная пешка · b2 белый конь · d2 чёрный король · a1 белый слон · f1 белый слон | f7 белый король · e5 чёрная пешка · g4 чёрный слон · h3 чёрная пешка · b2 белый конь · d2 чёрный король · a1 белый слон · f1 белый слон | f7 белый король · e5 чёрная пешка · g4 чёрный слон · h3 чёрная пешка · b2 белый конь · d2 чёрный король · a1 белый слон · f1 белый слон | 5 |
| 4 | f7 белый король · e5 чёрная пешка · g4 чёрный слон · h3 чёрная пешка · b2 белый конь · d2 чёрный король · a1 белый слон · f1 белый слон | f7 белый король · e5 чёрная пешка · g4 чёрный слон · h3 чёрная пешка · b2 белый конь · d2 чёрный король · a1 белый слон · f1 белый слон | f7 белый король · e5 чёрная пешка · g4 чёрный слон · h3 чёрная пешка · b2 белый конь · d2 чёрный король · a1 белый слон · f1 белый слон | f7 белый король · e5 чёрная пешка · g4 чёрный слон · h3 чёрная пешка · b2 белый конь · d2 чёрный король · a1 белый слон · f1 белый слон | f7 белый король · e5 чёрная пешка · g4 чёрный слон · h3 чёрная пешка · b2 белый конь · d2 чёрный король · a1 белый слон · f1 белый слон | f7 белый король · e5 чёрная пешка · g4 чёрный слон · h3 чёрная пешка · b2 белый конь · d2 чёрный король · a1 белый слон · f1 белый слон | f7 белый король · e5 чёрная пешка · g4 чёрный слон · h3 чёрная пешка · b2 белый конь · d2 чёрный король · a1 белый слон · f1 белый слон | f7 белый король · e5 чёрная пешка · g4 чёрный слон · h3 чёрная пешка · b2 белый конь · d2 чёрный король · a1 белый слон · f1 белый слон | 4 |
| 3 | f7 белый король · e5 чёрная пешка · g4 чёрный слон · h3 чёрная пешка · b2 белый конь · d2 чёрный король · a1 белый слон · f1 белый слон | f7 белый король · e5 чёрная пешка · g4 чёрный слон · h3 чёрная пешка · b2 белый конь · d2 чёрный король · a1 белый слон · f1 белый слон | f7 белый король · e5 чёрная пешка · g4 чёрный слон · h3 чёрная пешка · b2 белый конь · d2 чёрный король · a1 белый слон · f1 белый слон | f7 белый король · e5 чёрная пешка · g4 чёрный слон · h3 чёрная пешка · b2 белый конь · d2 чёрный король · a1 белый слон · f1 белый слон | f7 белый король · e5 чёрная пешка · g4 чёрный слон · h3 чёрная пешка · b2 белый конь · d2 чёрный король · a1 белый слон · f1 белый слон | f7 белый король · e5 чёрная пешка · g4 чёрный слон · h3 чёрная пешка · b2 белый конь · d2 чёрный король · a1 белый слон · f1 белый слон | f7 белый король · e5 чёрная пешка · g4 чёрный слон · h3 чёрная пешка · b2 белый конь · d2 чёрный король · a1 белый слон · f1 белый слон | f7 белый король · e5 чёрная пешка · g4 чёрный слон · h3 чёрная пешка · b2 белый конь · d2 чёрный король · a1 белый слон · f1 белый слон | 3 |
| 2 | f7 белый король · e5 чёрная пешка · g4 чёрный слон · h3 чёрная пешка · b2 белый конь · d2 чёрный король · a1 белый слон · f1 белый слон | f7 белый король · e5 чёрная пешка · g4 чёрный слон · h3 чёрная пешка · b2 белый конь · d2 чёрный король · a1 белый слон · f1 белый слон | f7 белый король · e5 чёрная пешка · g4 чёрный слон · h3 чёрная пешка · b2 белый конь · d2 чёрный король · a1 белый слон · f1 белый слон | f7 белый король · e5 чёрная пешка · g4 чёрный слон · h3 чёрная пешка · b2 белый конь · d2 чёрный король · a1 белый слон · f1 белый слон | f7 белый король · e5 чёрная пешка · g4 чёрный слон · h3 чёрная пешка · b2 белый конь · d2 чёрный король · a1 белый слон · f1 белый слон | f7 белый король · e5 чёрная пешка · g4 чёрный слон · h3 чёрная пешка · b2 белый конь · d2 чёрный король · a1 белый слон · f1 белый слон | f7 белый король · e5 чёрная пешка · g4 чёрный слон · h3 чёрная пешка · b2 белый конь · d2 чёрный король · a1 белый слон · f1 белый слон | f7 белый король · e5 чёрная пешка · g4 чёрный слон · h3 чёрная пешка · b2 белый конь · d2 чёрный король · a1 белый слон · f1 белый слон | 2 |
| 1 | f7 белый король · e5 чёрная пешка · g4 чёрный слон · h3 чёрная пешка · b2 белый конь · d2 чёрный король · a1 белый слон · f1 белый слон | f7 белый король · e5 чёрная пешка · g4 чёрный слон · h3 чёрная пешка · b2 белый конь · d2 чёрный король · a1 белый слон · f1 белый слон | f7 белый король · e5 чёрная пешка · g4 чёрный слон · h3 чёрная пешка · b2 белый конь · d2 чёрный король · a1 белый слон · f1 белый слон | f7 белый король · e5 чёрная пешка · g4 чёрный слон · h3 чёрная пешка · b2 белый конь · d2 чёрный король · a1 белый слон · f1 белый слон | f7 белый король · e5 чёрная пешка · g4 чёрный слон · h3 чёрная пешка · b2 белый конь · d2 чёрный король · a1 белый слон · f1 белый слон | f7 белый король · e5 чёрная пешка · g4 чёрный слон · h3 чёрная пешка · b2 белый конь · d2 чёрный король · a1 белый слон · f1 белый слон | f7 белый король · e5 чёрная пешка · g4 чёрный слон · h3 чёрная пешка · b2 белый конь · d2 чёрный король · a1 белый слон · f1 белый слон | f7 белый король · e5 чёрная пешка · g4 чёрный слон · h3 чёрная пешка · b2 белый конь · d2 чёрный король · a1 белый слон · f1 белый слон | 1 |
|   | a | b | c | d | e | f | g | h |   |

1.Кс4+! Kpe1 2.Cd3 Ce2 3.С:е2 (3.К:е5? C:d3 4.K:d3+ Kpf1 4.Се5 Kpg1 5.Ke1 Kpf2 6.Kc2 Kpg1 7.Kd4 Kpg2 — ничья) 3. … e4! (3. … Kp: e2 4.C:e5 Kpf2 5.Cb8 Kpg1 6.Ke5) 4.Cg4 h2 5.Ce5! h1Ф 6.Cg3+ Kpf1 7.Ke3+ Kpg1 8.Kpg7! и белые выигрывают — доминация с цугцвангом. Этюд классического стиля с эффектным финалом.